# Živko Kustić
Živko Ante Kustić  (Split,  12. prosinca 1930. -  Zagreb, 18. srpnja 2014.) bio je hrvatski grkokatolički svećenik, novinar i romanopisac.

## Počeci
Kustić je djetinjstvo proveo na Pagu, gdje ga je mati Josipa (Bepina) Kustić samohrana dizala i odgajala, uz pomoć duboko pobožne bake Ane. Poslije je objašnjavao da mu je „majka davala ponos i važnost, a sadržaj duše, čitavu svijest – baka, s kojom je stalno bio do polaska u školu“. Naučio je čitati s pet godina, zahvaljujući knjizi Otona Kučere Gibanje i sile.
Njegov biološki otac Vinko Ružić, Splićanin, nije ga nikada javno priznao, pa je očinstvo dokazano na sudu. Očinsku figuru našao je u don Josi Felicinoviću, župniku paškome i kanoniku Zadarske nadbiskupije, sociologu i piscu. Pod njegovim utjecajem Kustić je kao 9-godišnjak bio vođa Malih križara u Pagu.

## Obrazovanje i zasnivanje obitelji
U Zagrebu je studirao teologiju. Za služenja vojnog roka u Nišu, 1953. zaljubio se u tri godine stariju Maricu Radenković, bolničarku, te se njome civilno oženio 1955., još za boravka u Nišu, kao bogoslov, nakon četvrte (od šest) godine studija, napustivši planove da se zaredi za svećenika.
Vrativši se u Zagreb odrekao se nade da će biti svećenik. A nije – u tadašnjim društvenim uvjetima – pomišljao ni na novinarstvo, iako je za drugoga svjetskog rata uređivao, izdavao i raznosio svoj novinarski uradak, pod naslovom Križarski đak (koji je njegova mati tipkala u više kopija, preko indiga, radeći kao knjigovođa u Paškoj solani).
Po povratku u Zagreb bračni par Kustić otišao je u podstanare, ona se zaposlila u bolnici, a on je apsolvirao matematiku i fiziku, te je počeo raditi honorarno kao nastavnik.
Za sobom je ostavio četvero od petero djece, četrnaestero unuka i praunučad.

## Svećeništvo
Tadašnji zagrebački nadbiskup koadjutor dr. Franjo Šeper se dosjetio da je za Katoličku crkvu šteta izgubiti tako pametna mladića, pa mu je 1957. njegov ispovjednik pater Scheibel predložio da se ipak zaredi, ali po grkokatoličkom obredu, po kojemu se, kao i u pravoslavlju, za svećenike mogu zarediti oženjeni muškarci (ali se, jednom zaređeni, ne smiju ženiti, kao ni u rimokatolika). Stoga se Živko Kustić vratio na studij teologije, posebno je studirao istočni obred, te se i crkveno vjenčao u zagrebačkoj Crkvi sv. Petra, a onda je zaređen za grkokatoličkog svećenika Križevačke eparhije 4. svibnja 1958.
Raspoređen je prvo u žumberačku grkokatoličku župu Mrzlo Polje, pa u Sošice, a susjed preko brda bio mu je rimokatolički župnik Franjo Kuharić, otkada je datiralo njihovo prijateljstvo. 
Zagrebački nadbiskup kardinal bl. Alojzije Stepinac, koji je bio konfiniran u nedalekome Krašiću, poručio mu je preko svoga župnika da je proučio njegov slučaj i da mu čestita. 

## Novinarstvo
Za Drugoga vatikanskog koncila pokrenut je u Zagrebu bilten Glas s Koncila, koji je kasnije postao dvotjednik pa (od 1985.) tjednik Glas Koncila. Kustić je u njemu angažiran 1963., prvo kao suradnik, pa kao urednik, a od 1972. do 1993. i kao glavni urednik. To je bilo doba kada je Glas Koncila bio najuspješniji i najpopularniji, profilirajući se u jedino sustavno oporbeno glasilo u Hrvatskoj, a ne zapuštajući osnovnu funkciju unutarcrkvene informacije. Pod Kustićevim vodstvom pokrenute su vjeronaučne olimpijade, a don Luka Depolo je 1974. pokrenuo Mali Koncil (MAK) za djecu.
I kao glavni urednik je Kustić nastavio pisati svoju kolumnu Pismo seoskog župnika (potpisanu: don Jure), u kojoj je s humorističnim i katkad satiričnim žalcem, na tragu Guareschija i njegova don Camilla propitivao odnos društva spram Katoličke crkve, „zaradivši“ dvije zabrane broja. Kao glavni urednik pisao je nepotpisani Komentar, zapravo uvodnik, mnogo odmjereniji jer je, za razliku od kolumne, involvirao i svih pet nadbiskupija koje su tada bile suizdavači Glasa Koncila. 
Za boravka u Njemačkoj uspio je naći donaciju za osnivanje Informativne katoličke agencije (IKA), koju je pokrenuo 1993., te je bio i njezin prvi glavni urednik, do 1999. U toj agenciji Kustić je postavio standarde, primjenjujući strogu neutralno faktografsku formu agencijskog novinarstva, te ograničivši njezin sadržaj isključivo na religijske vijesti. Tu je dužnost napustio tek kada fizički nije mogao izdržati puni novinarski radni dan, jer je već tada bio težak srčani bolesnik, pa je na kraju trajao sa sedmorim srčanim premosnicama poslije triju operacija na otvorenu srcu.
Kada se posve povukao od posla i kada se sa svojom suprugom Maricom odselio u Dom za starije osobe u Klaićevoj ulici (gdje je, dokle god je mogao, služio i kao kapelan), prihvatio je poziv osnivača Jutarnjeg lista Nina Pavića da preuzme dnevnu kolumnističku rubriku Jutarnja propovijed, u kojoj je kombinirao uobičajenu dnevnu homiliju uz zadani pasus Evanđelja s komentarima aktualnog trenutka – upravo ono što je na svojim jutarnjim misama u Domu sv. Marte uveo kao praksu papa Franjo. Tako je Kustić inaugurirao u Hrvatskoj suvremeni stil katoličke komunikacije godinama prije negoli je zaživio u Vatikanu. Njegova predanost tom zadatku bila je tolika da je diktirao kolumnu, samo tračkom glasa, s bolesničke postelje u Intenzivnoj njezi samo dan poslije još jedne operacije na srcu. Odrekao se toga, teška srca, kada zaista više nije mogao. 
Bio je član Hrvatskoga novinarskog društva, u jednom mandatu i njegov potpredsjednik.

## Orijentacija
Don Joso Felicinović je Kustiću potkraj drugoga svjetskog rata ovako objasnio političko stanje: “Na vlasti je krvnik, a u šumi krvavi bezbožnik”. Kustićev društveni angažman ostao je svih posljednjih 70 godina života obilježen tom rečenicom, uvjerenjem da je njegova kršćanska dužnost pozicionirati se tako da ne popusti ni „crnom vragu“ (tj. fašistima, koje je na Pagu doživio i kao nacionalne zatornike), ni „crvenom vragu“, tj. komunistima. Ta linija ga je izvrgavala vehementnim napadima, i slijeva i zdesna. I Kustić je znao biti oštar polemičar.
Zauzimao se bezrezervno za ekumenizam; tvrdio je da hrvatstvo nije rezervat katolika, da jednako tako dobar (ili loš) Hrvat može biti i musliman, i evangelik, i ateist, da je važno da je „čovjek na hrvatski način“. Nije bio oduševljen vjeronaukom u školi, pa je objavio i ovo: „Vjeronauk je opterećen razmjernim neuspjehom. Radije bih da se u škole uvelo obavezno poznavanje religije kao elementa kulture tako da svako dijete zna što je kršćanstvo, budizam, islam.“
Svoj svećenički pogled na nacionalistički ekstremizam u jednom je intervjuu ilustrirao ovako: „Svojedobno sam u Australiji doživio da me ljudi, koji su se predstavili kao ustaški odbor, zatraže da održim misu za Poglavnika. Rekao sam im, tamo gdje taj pokojnik jest, nije Poglavnik, a ako vas zanimaju njegovi grijesi, mogu služiti misu za grješnu dušu pokojnog Ante. Nisam htio služiti misu za Poglavnika.“

## Glavna djela
- Velike religije svijeta (1974.),
- Mali ključ Biblije (1974.),
- Mali ključ povijesti Crkve u Hrvata (1976.),
- Bog za odrasle (1985.),
- Hrvatska – mit ili misterij (1995.)
- Zaljubljeni robovi (1973.), roman pretežno autobiografskog karaktera.

## Vanjske poveznice
- Živko Kustić (VL Biografije)  Arhivirana inačica izvorne stranice od 22. srpnja 2014. (Wayback Machine)